# Шимон Бріман
Шимон Бріман (івр. שמעון ברימן, нар. *12 листопада 1971, Харків) — український єврейський історик та журналіст. 

## Життєпис
Народився 12 листопада 1971 року у місті Харкові. Після закінчення школи вступив на історичний факультет Харківського державного університету. Спеціалізувався на кафедрі історії народів Росії, створив і очолив університетське відділення Міжнародної асоціації молодих істориків. З 1989 року бере активну участь в єврейському русі, веде лекції з єврейської історії, працює з єврейськими фондами архівів України, Росії та Білорусі. 
Репатріювався в Ерец-Ісраель 10 жовтня 1996 року. Ще до алії (з осені 1995 року) почав публікувати свої статті в ізраїльській російськомовній газеті «Вести», пересилаючи матеріали з України. Продовжив займатися журналістикою і в Ізраїлі. Член Спілки журналістів Ізраїлю з 1998 року. Теми журналістського інтересу — політика, проблеми абсорбції, історія єврейського народу та Ізраїлю. Автор ряду статей в 9-10 томах «Короткої Єврейської Енциклопедії» (в тому числі великої статті «Харків»). З 2000 року відряджається Сохнутом викладати в єврейських молодіжних таборах Новосибірська, Петербурга та Одеси, а також в Київ у рамках проєкту «Єврейська самосвідомість». Викладає юдаїзм і єврейську історію в Інституті вивчення юдаїзму (при Міністерстві абсорбції і Сохнуті). Наразі проживає в місті Хайфа, Ізраїль.
У січні 2013 року взяв інтерв'ю у лідера ВО Свободи, Олега Тягнибока.

## Вибрані статті
2000
- «Пі-ар» на сторожі сіонізма, 10.2000[2]
- «Негри» у білих халатах, 11.2000[3]

2001
- Свастика над олімпіадою, 2001[4]
- Радянський бунт, 2001[5]
- Єврей з Потсдама, 2001[6]
- Фантазми нової Росії, 2001[7]
- Зоологічний оптиміст, 2001[8]
- Діти пропаганди, 01.2001[9]
- «Віртуальна Палестина» (Частина 2), 2001[10]
- «Віртуальна Палестина», 2001[11]
- Інші кольори «Червоної Хайфи», 2001[12]
- Крах політкоректності, 2001[13]
- Ізраїльський досвід боротьби з терором, 2001[14]
- Ісламський екстремізм: загроза Середньої Азії, 2001[15]
- Ісламізм: туман в прогнозах, 2001[16]
- Хмари над проспектом Сіонізму, 2001[17]
- Євреї Російської Думи, 2001[18]
- Діснейленд для Гітлера, 2001[19]
- Бельгія без Шарона, 2001[20]
- Палестинські біженці і кібертеррор, 26.09.2001[21]
- Абсурд над Чорним морем, 7.11.2001[22]
- Чеченський екстремізм і палестинська інтифада, 12.2001[23]
- Інтернет Арафата, 27.12.2001[24]

2002
- 60 років після Ванзеє, 02.2002[25]
- «Давай займемося сексом!», 05.2002[26]
- Нацистське язичництво: від Німеччини до Ізраїлю, 05.2002[27]
- «Перес, поверни Нобелівську премію і криваві гонорари!», 06.2002[28]
- Антисіонізм по-київськи-2, 06.2002[29]
- Антисіонізм по-київськи, 06.2002[30]
- Над Бабиним Яром будмайданчика немає?, 06.2002[31]
- Адольф Ейхман: передмову до страти, 06.2002[32]
- «Юдаїзм з радістю, сіонізм з душею!», 07.2002[33]
- Мусульмани в СС, 07.2002[34]
- НЛО для Гітлера, 07.2002[35]
- Життя країни в епоху терору, 08.2002[36]
- Кому в СНД потрібні уроки єврейської Катастрофи?, 08.2002[37]
- Україна-Ізраїль: ракетні міражі, 08.2002[38]
- Єврейські солдати Гітлера, 22.08.2002[39]
- Хайфа перед стрибком, 29.08.2002[40]
- Поштове управління Ізраїлю віддає Самарію та Голани арабам?, 05.09.2002[41]
- Тіні Голокосту, 19.09.2002[42]
- Правий нападник збірної Лікуда, 3.10.2002[43]
- КВК пробуджується і … йде в ЦАХАЛ, 10.10.2002[44]
- «Собака» на сцені Єкатеринбурга: подвійний успіх ізраїльтян, 17.10.2002[45]
- Єврейський барон, гонитель хасидів, 24.10.2002[46]
- Єврейський іменник на кожен день, 31.10.2002[47]
- Москва, набережна Герінга, 31.10.2002[48]
- Амрам Міцна: «Голосуйте за Ісраель ба-Алія!», 14.11.2002[49]
- Врятували життя, дали громадянство і … повісили борги, 21.11.2002[50]
- «Доміно на свіжому повітрі», 21.11.2002[51]
- Ізраїль готується до 300-річчя Петербурга, 12.12.2002[52]
- Президент України відкрив меморіал у Дробицькому Яру, 19.12.2002[53]
- Україна: між вовком і псом, 19.12.2002[54]
- Перемога Шинуя і Лікуда в «Червоній Хайфі», 25.12.2002[55]
- Вбивства 55-річної давності і сучасна геополітика нафтохімії, 26.12.2002[56]

2003
- ШАС: знову атака на репатріантів?, 05.01.2003[57]
- «Гуш-Шалом»: 10 років боротьби за перемогу ворога, 09.01.2003[58]
- Нешерскій феномен: 400 репатріантів-новоселів в «мікбацей-діюр», 17.01.2003[59]
- «Бхірот ахшав», 17.01.2003[60]
- Журналу «Ньюсвік» вдалося різко «скоротити» населення Ізраїлю, 27.01.2003[61]
- Єврей, який благословив Америку, 20.02.2003[62]
- Війна листівок, 24.04.2003[63]
- Золотий лев зі свастикою, 04.06.2003[64]
- Падіння «Червоної Хайфи» … відміняється, 10.06.2003[65]
- Україна напередодні бат-міцви, 14.08.2003[66]
- Гіюр за … три дні!, 17.08.2003[67]
- Єврейські республіканці, 17.10.2003[68]
- Молдова вина і добрих людей, 30.10.2003[69]

2004
- Єврейські демократи, 29.01.2004[70]
- Ізраїльська риба б'ється за свою репутацію, 4.02.2004[71]
- Харків збирає ізраїльтян, 19.02.2004[72]
- Осквернення синагоги, 19.02.2004
- Ізраїльські офіцери десантувалися в Одесі, 21.02.2004
- Харків, євреї, Ізраїль, 29.07.2004[73]
- Алюмінієва гордість Ізраїля, 9.09.2004[74]
- Єврейський голос на виборах-2004 у США, 18.11.2004[75]
- Помаранчева революція: нотатки очевидця, 9.12.2004[76]

2005
- Жіноче лідерство для СНД починається в Ізраїлі, 9.03.2005[77]
- Шлях додому довжиною у сорок вісім років, 24.03.2005[78]
- Україна і Холокост: помаранчевий погляд на чорне минуле, 7.07.2005[79]
- Тіна Кароль зачарувала Юрмалу і Аллу Пугачову, 5.09.2005[80]
- Оливковий фестиваль в Галілеї, 5.11.2005[81]
- Три долі «Підкорення Юдеї»: Імперський Рим, націоналістична Німеччина і відроджений Ізраїль в карбованій пропаганді, 11.11.2005[82]
- «Ханукашпіль»: народження жанру, 12.29.2005[83]

2006
- Коли сплячий прокинеться, 24.01.2006[84]
- Епіцентр кашруту і сіонізму, 9.02.2006[85]
- «Велика Алія» і з чим її їдять. Хвилі репатріації та конфлікти еліт, 23.02.2006[86]
- Пісня про ракетні сирени, 19.07.2006[87]
- Економіка під ракетним обстрілом: Чи витримає Ізраїль «літню війну» 2006 року?, 20.07.2006[88]
- Війна з перервами на рекламу, 21.07.2006[89]
- Ран Кохба, архітектор і вертолітник, 26.07.2006[90]
- Єврейська містика ліванської війни, 27.07.2006[91]
- «Син квапився жити …», 6.08.2006[92]
- Нова царина бізнесу: залишки зруйнованих ракет продаються на експорт за долари, 10.08.2006[93]
- Портрет, який рятує від загибелі?, 10.08.2006[94]
- Викладачі згадують загиблих учнів, 24.08.2006[95]
- Самооборона від держави, або Підпілля добра, 24.08.2006[96]

2007
- Ізраїль-Німеччина: віражі єврейської долі, 6.04.2007[97]
- Хайфа святкує незалежність Росії, 12.06.2007[98]
- Народжувати в п'ятизірковому готелі!, 12.06.2007[99]
- Пам'ятати «Альталену», 29.06.2007[100]
- Принц Едвард нагородив Хайфу мозаїкою, 6.09.2007[101]
- Лялькове чудо в Хайфі, 9.09.2007[102]
- Британська Хайфа, 9.09.2007[103]
- «Єврейські неєвреї» доктора Коена, 17.09.2007[104]
- Прогулянка по ракетному есмінцю США, 6.12.2007[105]
- Нафта, кров і екологія, 6.12.2007[106]

2008
- «Чому це не можна», 01.2008[107]
- Пастухи з хай-тека, або кіббуцний «Дикий Захід», 02.2008[108]
- Голова спецслужби України вперше звертається до ізраїльтян, 25.08.2008[109]